# Chữ viết H'Mông
Chữ viết H'Mông hay chữ viết Hmông dùng để chỉ các hệ thống chữ viết khác nhau được sử dụng để ghi các tiếng H'Mông, được người Hmông nói ở Trung Quốc, Việt Nam, Lào, Hoa Kỳ và Thái Lan, là 5 quốc gia hàng đầu về số người H'Mông cư trú. Hiện ghi nhận được hơn một chục bộ chữ viết H'Mông , song trong số đó không có bản nào được coi là tiêu chuẩn cho việc phiên âm ngôn ngữ trong con mắt của người H'Mông.

## Các chữ viết được ghi nhận trong lịch sử
Hiện chưa xác định rõ liệu có một hệ thống chữ viết Hmông trong lịch sử hay không. Một số dạng chữ được nói đến trong các tác phẩm lịch sử, chủ yếu là trong văn học Trung Quốc, như được nêu trong các phần dưới đây, tuy nhiên bằng chứng này còn là tranh cãi. Ví dụ theo S. Robert Ramsey, không có hệ thống chữ viết nào của người Miêu tồn tại, cho đến khi các nhà truyền giáo tạo ra chúng . Các nhà khảo cổ vẫn đang tìm kiếm các hiện vật từ thời kỳ được cho là đã có chữ. Năm bản dưới đây được minh chứng rộng rãi nhất trong các nguồn tài liệu chính.

### Chữ Nam Man
Trong lịch sử Trung Quốc thuyết địa lý của người Hoa coi đất Hoa Hạ của người Hoa ở "trung tâm thế giới", bao quanh là "bốn xứ man rợ" (Tứ di), trong đó các dân tộc sống ở phía nam gọi là Nam Man.
Vào thời kỳ đầu thì Nam Man trỏ đến người Hmông. Nam Man sống ở nam - đông Hoa Hạ, sau khi thua trận và vị vua thần thoại của người Hmông là Xi Vưu bị trục xuất, người Nam Man phải chạy về phía nam.
Theo truyền thuyết trong quá trình chạy thì chữ của họ và những thông tin đã ghi lại bị biến mất theo nhiều cách: những cuốn sách đã bị mất trong trận lụt; người Hmông phải ăn những cuốn sách vì thiếu lương thực do cuộc xâm lược của người Hoa; chúng bị thú vật ăn khi chạy khỏi người Trung Quốc; hoặc họ không có cách nào vượt sông mà không vứt bỏ sách. Tất cả những câu chuyện có chung một sự mất mát của những cuốn sách, đất nước, do người Hoa xâm lược. Đến nay bộ chữ đó chưa tìm lại được.

### Pax Ntâu (vải hoa)
Để đối phó với cuộc xâm lược của người Hoa, người Hmông cố bảo tồn hệ thống chữ viết cổ xưa của họ trong "vải hoa" (Paj Ntau / Pax Ntâu) của phụ nữ. Điều này có vẻ là một câu chuyện phổ biến để phản ứng lại sự mất chữ và mất sách vì hậu quả của sự mất nước của Nam Man trước Hoa Hạ.
Một phiên bản hiện đại trên Internet được gọi là "Hệ thống chữ viết Hmông cổ đại" tuyên bố là đã giải mã tập chữ này, nhưng không có kết nối nào tới nguồn đáng tin cậy và trung lập.

### Chữ thời Nhà Thanh
Vào thời Nhà Minh và Nhà Thanh những người Hán đến định cư ở các vùng phía nam, nơi người Hmông sống. Lúc đó người Hmông được coi là đã sử dụng một hệ thống chữ viết để ghi lại thông tin. Trong nỗ lực ép buộc người Hmông, mà người Hán gọi là người Miêu, làng Hmông bị đốt cháy và di tích văn hóa Hmông bị phá hủy. Người Hmông bị cấm sao chép ngôn ngữ của họ, nên không rõ di sản Hmông viết từ thời đó có còn hay không .

### Chữ viết từ thời cổ đại
Theo các tài liệu khảo cổ thuộc di chỉ văn hóa Đại Vấn Khẩu ở tỉnh Sơn Đông với niên đại khoảng 4.000 năm TCN đến 2.000 năm TCN cho thấy hệ thống các ký tự khắc trên các đồ gốm giống với chữ Hán Phồn Thể ngày nay. Điều đặc biệt là thời gian tồn tại nền văn hóa này và các địa điểm phát hiện khảo cổ đều trùng khớp với truyền thuyết về Chiyou và trận đấu Trắc Lộc nổi tiếng.

## Chữ được sử dụng rộng rãi

### Chữ Pollard
Chữ Pollard được Sam Pollard đưa ra năm 1922 để viết tiếng A-Hmao (Miêu Hoa Lớn), một ngôn ngữ Hmông ở Tứ Xuyên, Trung Quốc, để dùng trong truyền đạo.
Việc sử dụng nó đang giảm, mặc dù nó được người Hmông của cộng đồng Kitô hữu và các trưởng lão tôn trọng. Mức độ hiện tại của việc sử dụng nó chưa được biết.
Chữ Pollard hiện có mã unicode là U+16F00..U+16F9F .
| Bảng Unicode chữ Miêu Pollard Official Unicode Consortium code chart Version 12.0. |   |   |   |   |   |   |   |   |   |   |   |   |   |   |   |   |
|                                                                                    | 0 | 1 | 2 | 3 | 4 | 5 | 6 | 7 | 8 | 9 | A | B | C | D | E | F |
| U+16F0x                                                                            | 𖼀 | 𖼁 | 𖼂 | 𖼃 | 𖼄 | 𖼅 | 𖼆 | 𖼇 | 𖼈 | 𖼉 | 𖼊 | 𖼋 | 𖼌 | 𖼍 | 𖼎 | 𖼏 |
| U+16F1x                                                                            | 𖼐 | 𖼑 | 𖼒 | 𖼓 | 𖼔 | 𖼕 | 𖼖 | 𖼗 | 𖼘 | 𖼙 | 𖼚 | 𖼛 | 𖼜 | 𖼝 | 𖼞 | 𖼟 |
| U+16F2x                                                                            | 𖼠 | 𖼡 | 𖼢 | 𖼣 | 𖼤 | 𖼥 | 𖼦 | 𖼧 | 𖼨 | 𖼩 | 𖼪 | 𖼫 | 𖼬 | 𖼭 | 𖼮 | 𖼯 |
| U+16F3x                                                                            | 𖼰 | 𖼱 | 𖼲 | 𖼳 | 𖼴 | 𖼵 | 𖼶 | 𖼷 | 𖼸 | 𖼹 | 𖼺 | 𖼻 | 𖼼 | 𖼽 | 𖼾 | 𖼿 |
| U+16F4x                                                                            | 𖽀 | 𖽁 | 𖽂 | 𖽃 | 𖽄 | 𖽅 | 𖽆 | 𖽇 | 𖽈 | 𖽉 | 𖽊 |   |   |   |   | 𖽏  |
| U+16F5x                                                                            | 𖽐 | 𖽑  | 𖽒  | 𖽓  | 𖽔  | 𖽕  | 𖽖  | 𖽗  | 𖽘  | 𖽙  | 𖽚  | 𖽛  | 𖽜  | 𖽝  | 𖽞  | 𖽟  |
| U+16F6x                                                                            | 𖽠  | 𖽡  | 𖽢  | 𖽣  | 𖽤  | 𖽥  | 𖽦  | 𖽧  | 𖽨  | 𖽩  | 𖽪  | 𖽫  | 𖽬  | 𖽭  | 𖽮  | 𖽯  |
| U+16F7x                                                                            | 𖽰  | 𖽱  | 𖽲  | 𖽳  | 𖽴  | 𖽵  | 𖽶  | 𖽷  | 𖽸  | 𖽹  | 𖽺  | 𖽻  | 𖽼  | 𖽽  | 𖽾  | 𖽿  |
| U+16F8x                                                                            | 𖾀  | 𖾁  | 𖾂  | 𖾃  | 𖾄  | 𖾅  | 𖾆  | 𖾇  |   |   |   |   |   |   |   | 𖾏  |
| U+16F9x                                                                            | 𖾐  | 𖾑  | 𖾒  | 𖾓 | 𖾔 | 𖾕 | 𖾖 | 𖾗 | 𖾘 | 𖾙 | 𖾚 | 𖾛 | 𖾜 | 𖾝 | 𖾞 | 𖾟 |

### Chữ Hmông Latin hóa (RPA)
Chữ Hmông Latin hóa (Ntawv Thoob Teb, Chữ Hmông Việt: Ntơưr Thôngz Têz) là bộ chữ Hmông theo ký tự Latin được lập ra trong nỗ lực tìm phương cách ghi lại tiếng H'Mông theo ký tự Latin. Các văn liệu tiếng Anh gọi là Romanized Popular Alphabet, viết tắt RPA.
Chữ Hmông Latin hóa được nhà truyền giáo Tin Lành G. Linwood Barney (1923-2003) ở Xiengkhuang Lào bắt đầu lập ra vào năm 1951 dựa trên thổ ngữ Hmông Lềnh (Mong Leng), với tham gia của các cố vấn người H'Mông là Yang Geu và Xiong Tua . Sau đó có sự thống nhất phương pháp chuyển tự với nhóm của nhà truyền giáo William A. Smalley (1923 – 1997) và nhóm của nhà truyền giáo Công giáo La Mã Yves Bertrais cùng với Yang Chong Yeng và Thao Chue Her, đều ở Luang Prabang .
Năm 1953 phiên bản "chữ Hmông Latin hóa" thống nhất ra đời, và đã trở thành hệ thống phổ biến nhất để viết tiếng H'Mông ở phương Tây . Nó cũng được sử dụng trong khu vực Đông Nam Á và Trung Quốc cùng với các hệ thống văn bản khác.

### Chữ Pahawh Hmông
Chữ Pahawh Hmông (RPA: Phajhauj Hmoob, Chữ Hmông Việt: Fâxhâux Hmôngz, IPA: pʰâ hâu m̥ɔ́ŋ, còn được gọi là Ntawv Pahawh / Ntơưr Fâxhâux, Ntawv Keeb / Ntơưr Kênhz) là bộ chữ bán âm tiết bản địa, được Yang Shong Lue, một lãnh tụ tinh thần ở vùng Nong Het tự xưng là "Chao Fa", phát minh vào năm 1959, dành cho viết hai thổ ngữ Hmông là Hmông Trắng (Hmong Daw) và Hmông Xanh (Hmong Njua hay H'mong Leng) . Chữ Pahawh Hmông hiện có mã unicode là U+16B00–U+16B8F .
| Bảng Unicode chữ Pahawh Hmông Official Unicode Consortium code chart: Pahawh Hmong Version 13.0 |   |   |   |   |   |   |   |   |   |   |   |   |   |   |   |   |
|                                                                                                 | 0 | 1 | 2 | 3 | 4 | 5 | 6 | 7 | 8 | 9 | A | B | C | D | E | F |
| U+16B0x                                                                                         | 𖬀 | 𖬁 | 𖬂 | 𖬃 | 𖬄 | 𖬅 | 𖬆 | 𖬇 | 𖬈 | 𖬉 | 𖬊 | 𖬋 | 𖬌 | 𖬍 | 𖬎 | 𖬏 |
| U+16B1x                                                                                         | 𖬐 | 𖬑 | 𖬒 | 𖬓 | 𖬔 | 𖬕 | 𖬖 | 𖬗 | 𖬘 | 𖬙 | 𖬚 | 𖬛 | 𖬜 | 𖬝 | 𖬞 | 𖬟 |
| U+16B2x                                                                                         | 𖬠 | 𖬡 | 𖬢 | 𖬣 | 𖬤 | 𖬥 | 𖬦 | 𖬧 | 𖬨 | 𖬩 | 𖬪 | 𖬫 | 𖬬 | 𖬭 | 𖬮 | 𖬯 |
| U+16B3x                                                                                         | 𖬰  | 𖬱  | 𖬲  | 𖬳  | 𖬴  | 𖬵  | 𖬶  | 𖬷 | 𖬸 | 𖬹 | 𖬺 | 𖬻 | 𖬼 | 𖬽 | 𖬾 | 𖬿 |
| U+16B4x                                                                                         | 𖭀 | 𖭁 | 𖭂 | 𖭃 | 𖭄 | 𖭅 |   |   |   |   |   |   |   |   |   |   |
| U+16B5x                                                                                         | 𖭐 | 𖭑 | 𖭒 | 𖭓 | 𖭔 | 𖭕 | 𖭖 | 𖭗 | 𖭘 | 𖭙 |   | 𖭛 | 𖭜 | 𖭝 | 𖭞 | 𖭟 |
| U+16B6x                                                                                         | 𖭠 | 𖭡 |   | 𖭣 | 𖭤 | 𖭥 | 𖭦 | 𖭧 | 𖭨 | 𖭩 | 𖭪 | 𖭫 | 𖭬 | 𖭭 | 𖭮 | 𖭯 |
| U+16B7x                                                                                         | 𖭰 | 𖭱 | 𖭲 | 𖭳 | 𖭴 | 𖭵 | 𖭶 | 𖭷 |   |   |   |   |   | 𖭽 | 𖭾 | 𖭿 |
| U+16B8x                                                                                         | 𖮀 | 𖮁 | 𖮂 | 𖮃 | 𖮄 | 𖮅 | 𖮆 | 𖮇 | 𖮈 | 𖮉 | 𖮊 | 𖮋 | 𖮌 | 𖮍 | 𖮎 | 𖮏 |

### Chữ Nyiakeng Puachue Hmông
Chữ Nyiakeng Puachue Hmông được sử dụng vào những năm 1980 bởi Giáo hội Tin Lành Tự do Hoa Kỳ , một nhà thờ do Chư Tăng Chervang Kong Vang thành lập, di chuyển khắp California, Minnesota, Wisconsin, Bắc Carolina, Colorado và nhiều tiểu bang khác.
Ban đầu, chữ không được chấp nhận rộng rãi bên ngoài các thành viên của nhà thờ. Bộ chữ dường như rất giống với bảng chữ cái tiếng Lào về cấu trúc, còn dạng chữ thì lấy cảm hứng từ bảng chữ cái tiếng Do Thái tuy không hoàn toàn trùng khớp .
Bảng Unicode cho bộ chữ này sử dụng tên 'Nyiakeng Puachue Hmong script' .
Bộ chữ này đã được sử dụng bởi các thành viên của Hội thánh Tin Lành Tự do Kitô giáo ở Mỹ trong hơn 25 năm, trong đó có các tài liệu in và video. Nó được báo cáo là có được sử dụng ở Lào, Thái Lan, Việt Nam, Pháp và Australia .
| Bảng Unicode Nyiakeng Puachue Hmông Official Unicode Consortium code chart: Nyiakeng Puachue Hmong Version 13.0 |   |   |   |   |   |   |   |   |   |   |   |   |   |   |   |   |
| | 0 | 1 | 2 | 3 | 4 | 5 | 6 | 7 | 8 | 9 | A | B | C | D | E | F |
| U+1E10x | 𞄀 | 𞄁 | 𞄂 | 𞄃 | 𞄄 | 𞄅 | 𞄆 | 𞄇 | 𞄈 | 𞄉 | 𞄊 | 𞄋 | 𞄌 | 𞄍 | 𞄎 | 𞄏 |
| U+1E11x | 𞄐 | 𞄑 | 𞄒 | 𞄓 | 𞄔 | 𞄕 | 𞄖 | 𞄗 | 𞄘 | 𞄙 | 𞄚 | 𞄛 | 𞄜 | 𞄝 | 𞄞 | 𞄟 |
| U+1E12x | 𞄠 | 𞄡 | 𞄢 | 𞄣 | 𞄤 | 𞄥 | 𞄦 | 𞄧 | 𞄨 | 𞄩 | 𞄪 | 𞄫 | 𞄬 |   |   |   |
| U+1E13x | 𞄰  | 𞄱  | 𞄲  | 𞄳  | 𞄴  | 𞄵  | 𞄶  | 𞄷 | 𞄸 | 𞄹 | 𞄺 | 𞄻 | 𞄼 | 𞄽 |   |   |
| U+1E14x | 𞅀 | 𞅁 | 𞅂 | 𞅃 | 𞅄 | 𞅅 | 𞅆 | 𞅇 | 𞅈 | 𞅉 |   |   |   |   | 𞅎 | 𞅏 |